# آنری آلبر آرتمن
آنری آلبر آرتمن (فرانسوی: Henri Albert Hartmann‎؛ ‏ ۱۶ ژوئن ۱۸۶۰ – ۱ ژانویهٔ ۱۹۵۲) جراح اهل فرانسه بود.
یکی از دلایل شهرت او «روش جراحی هارتمن» است که نوعی کولکتومی دو مرحله‌ای است و وی آن را جهت درمان سرطان روده بزرگ و دیورتیکولیت ابداع کرد.
نام او در عبارت «کیسهٔ هارتمن» (Hartmann’s pouch) هم وجود دارد که انبانه (کیسه) کوچکی در کیسه صفراست.
وی همچنین برندهٔ جوایزی همچون مدال لژیون دونور شده‌است.